# Travelling Without Moving
| 전문가 평가                   | 전문가 평가 |
| 평가 점수                     | 평가 점수   |
| 출처                          | 점수        |
| ----------------------------- | ----------- |
| AllMusic                      | [ 1 ]       |
| Encyclopedia of Popular Music | [ 2 ]       |
| Entertainment Weekly          | C+          |
| The Guardian                  | [ 4 ]       |
| Music Week                    | [ 5 ]       |
| NME                           | 6/10        |
| Pitchfork                     | 7.2/10      |
| Q                             | [ 8 ]       |
| The Rolling Stone Album Guide | [ 9 ]       |
| Uncut                         | 6/10        |

《Travelling Without Moving》은 영국의 펑크 밴드 자미로콰이의 세 번째 스튜디오 음반으로, 1996년 8월 28일, 일본에서 발매되었고, 1996년 9월 9일, 영국에서 S2 레코드에서 발매되었다. 프론트맨 제이 케이는 이 음반이 "자동차, 인생, 사랑"을 중심으로 보다 보편적인 스타일을 갖도록 의도했다. 비평가들은 일반적으로 이 음반이 이 밴드의 이전 작품보다 더 집중적이고 세련되었다고 칭찬한 반면, 다른 사람들은 이 음반의 가사를 뒤집고 이 음반이 너무 파생적이라고 생각했다. 케이는 또한 환경에 대한 신념에도 불구하고 이 시기에 스포츠카를 사용했다는 언론의 반발에 직면했다.
이 음반은 자미로콰이의 미국에서의 돌파구였다. 이 음반은 미국 빌보드 200 차트에서 24위로 밴드의 첫 진입을 기록했다. 영국에서는 2위로 정점을 찍었다. 영국 싱글 차트에서는 〈Virtual Insanity〉, 〈Cosmic Girl〉, 〈Alright〉가 톱 10에 진입했다. 미국에서는 〈Alright〉가 78위로 빌보드 핫 100에 진입했고, 〈Cosmic Girl〉과 〈High Times〉는 댄스 클럽 송 차트에서 10위 안에 들었다. 〈Virtual Insanity〉의 뮤직 비디오는 이 음반의 성공에 기여했다. 《Travelling Without Moving》은 전 세계적으로 800만 장 이상이 팔렸고, 역사상 가장 많이 팔린 펑크 음반으로 《기네스 세계 기록》을 보유하고 있다. 이 음반은 2013년 보너스 자료와 함께 리마스터드된 형태로 재발매되었다.

## 배경
《The Return of the Space Cowboy》를 녹음하는 동안 스트레스를 받는 시기를 경험한 후, 케이는 다음 음반을 더 집중적이고 보편적으로 만들기 위해 노력했다. 그는 또한 "작은 틈새시장을 고수하고 매번 150만 장의 음반을 판매하는 반지하 활동으로 남기를 원하지 않았습니다. 저는 좀 더 크고 국제적인 것이 되고 싶었습니다." 음반의 전반적인 분위기에 대해 말하자면, 케이는 "《Emergency on Planet Earth》로 인해 사람들은 거리나 어떤 것에서도 환호하지 않았고, 《The Return of the Space Cowboy》는 꽤 슬펐습니다. 《Travelling Without Moving》을 통해, 저는 사람들에게 우리가 즐길 수 있는 것을 보여주는 것이 중요하다고 생각했습니다. 그것이 바로 자동차, 삶, 사랑인 이유입니다." 케이는 그들이 그들만의 속도로 일할 수 있도록 밴드를 주거용 스튜디오 그레이트 린포드 저택에 예약했다.

## 구성
이 음반을 위해 작곡된 첫 곡은 〈Virtual Insanity〉였다. 이 음반은 러프 데모로 녹음되었고 음반의 마지막 녹음 단계까지 완전히 실현되지 못했다. 이 곡은 "부아한 키보드와 치솟는 줄"로 피아노 오프닝을 가지고 있다.  그것의 가사는 기술의 보급과 삶의 복제와 시뮬레이션에 관한 것이다. 두 번째 트랙인 〈Cosmic Girl〉은 리듬감 있는 "루프된 비트"를 기반으로 한 "스페이시" 가사의 디스코 곡이다. 다음 트랙인 〈Use the Force〉에서는 호른, 와와 기타, 라틴 타악기의 잔물결로 가득 찬 "진짜 빈티지 축구 분위기"를 채널로 내보냈다.  네 번째 트랙인 〈Everyday〉는 "맥스웰 발라드만큼 매력적"이며 "과감한 현악기와 코미디 베이스라인"을 가지고 있다. 다섯 번째 곡인 〈Alright〉는 "쉬운 디스코 펑크" 트랙으로 묘사되었다.
〈High Times〉는 《The Return of the Space Cowboy》 녹음 중 케이가 마약을 복용한 것을 언급하며, "〈High Times〉는 내가 어디에 있었는지, 그리고 내가 반대편에서 나온 것이 얼마나 운이 좋았는지에 대한 문제의 진실을 인정하고 있었습니다." 이어서 레게 트랙 〈Drifting Along〉이 있다. 〈Didjerema〉와 〈Didjital Vibrations〉는 주변의 디저리두를 포함하는 기악곡이다. 타이틀곡은 음반의 다음에 있고 도입부에서 케이의 보라색 람보르기니를 샘플링한다. 그것은 "드라이빙 그루브"를 특징으로 하며, 2분 후에 "베이스라인 속도의 무거운 운동으로 전환"된다. 이 음반은 댄스 트랙인 〈You Are My Love〉와 솔 발라드인 〈Spend a Lifetime〉으로 끝난다.

## 곡 목록
| #   | 제목                                                               | 작사·작곡                                                                     | 재생 시간 |
| --- | ------------------------------------------------------------------ | ----------------------------------------------------------------------------- | --------- |
| 1.  | 〈Virtual Insanity〉                                               | 제이 케이, 토비 스미스                                                        | 5:40      |
| 2.  | 〈Cosmic Girl〉                                                    | 케이, 데릭 매켄지                                                             | 4:03      |
| 3.  | 〈Use the Force〉                                                  | 케이, 스미스, 매켄지, 솔라 아킹볼라                                           | 4:00      |
| 4.  | 〈Everyday〉                                                       | 케이, 스미스, 스튜어트 젠더                                                   | 4:28      |
| 5.  | 〈Alright〉                                                        | 케이, 스미스                                                                  | 4:25      |
| 6.  | 〈High Times〉                                                     | 케이, 스미스, 매켄지, 젠더                                                    | 5:58      |
| 7.  | 〈Drifting Along〉                                                 | 케이, 매켄지, 사이먼 캐츠, 젠더                                               | 4:06      |
| 8.  | 〈Didjerama (기악)〉                                               | 케이, 월리스 뷰캐넌, 매켄지, 젠더                                             | 3:50      |
| 9.  | 〈Didjital Vibrations (기악)〉                                     | 케이, 뷰캐넌, 젠더                                                            | 5:49      |
| 10. | 〈Travelling Without Moving〉                                      | 케이                                                                          | 3:40      |
| 11. | 〈You Are My Love〉                                                | 케이                                                                          | 3:55      |
| 12. | 〈Spend a Lifetime〉                                               | 케이, 스미스                                                                  | 4:14      |
| 13. | 〈Do U Know Where You're Coming From (Feat. M-비트, 보너스 트랙)〉 | 케이, 스미스, M-비트                                                          | 5:02      |
| 14. | 〈Funktion (히든 트랙)〉                                           | 케이, 스미스, 뷰캐넌, 매켄지, 젠더, 데이비드 페이치, 데이비드 포스터, 셰릴 린 | 8:28      |

## 인증
| 국가                                                  | 인증        | 판매량/출하량 |
| ----------------------------------------------------- | ----------- | ------------- |
| 아르헨티나 (CAPIF)                                    | 플래티넘    | 60,000^       |
| 오스트레일리아 (ARIA)                                 | 플래티넘    | 70,000^       |
| 오스트리아 (IFPI 오스트리아)                          | 골드        | 25,000*       |
| 벨기에 (BEA)                                          | 플래티넘    | 50,000*       |
| 캐나다 (뮤직 캐나다)                                  | 3× 플래티넘 | 300,000^      |
| 프랑스 (SNEP)                                         | 2× 플래티넘 | 600,000*      |
| 독일 (BVMI)                                           | 골드        | 250,000^      |
| 이탈리아 (FIMI)                                       | 2× 플래티넘 | 200,000*      |
| 일본 (RIAJ)                                           | 3× 플래티넘 | 600,000^      |
| 네덜란드 (NVPI)                                       | 플래티넘    | 100,000^      |
| 폴란드 (ZPAV)                                         | 골드        | 50,000*       |
| 스페인 (PROMUSICAE)                                   | 골드        | 50,000^       |
| 스위스 (IFPI 스위스)                                  | 플래티넘    | 50,000^       |
| 영국 (BPI)                                            | 4× 플래티넘 | 1,219,197     |
| 미국 (RIAA)                                           | 플래티넘    | 1,400,000     |
| 요약                                                  |             |               |
| 유럽 (IFPI)                                           | 3× 플래티넘 | 3,000,000*    |
| 전 세계                                               | 빈칸        | 8,000,000     |
| *판매량을 기반으로 한 인증 ^출하량을 기반으로 한 인증 |             |               |